# SMS Natter (1896)
SMS Natter (SM Tb 18) – austro-węgierski torpedowiec z końca XIX wieku i okresu I wojny światowej. Okręt został zwodowany w lutym 1896 roku w niemieckiej stoczni Schichau w Elblągu, a do służby w Kaiserliche und Königliche Kriegsmarine wszedł w listopadzie tego roku. W 1910 roku nazwę jednostki zmieniono na oznaczenie numeryczne 18. W wyniku podziału floty po upadku Austro-Węgier okręt przyznano Wielkiej Brytanii, a złomowano go we Włoszech w 1920 roku.

## Projekt i budowa
SMS „Natter” był przybrzeżnym torpedowcem, zamówionym w Niemczech w latach 90. XIX wieku.
Okręt zbudowany został w stoczni Schichau w Elblągu. Stępkę torpedowca położono w 1895 roku, został zwodowany w lutym 1896 roku, a do służby w Kaiserliche und Königliche Kriegsmarine przyjęto go w listopadzie tego roku.

## Dane taktyczno-techniczne
Okręt był niewielkim, przybrzeżnym torpedowcem. Długość na konstrukcyjnej linii wodnej wynosiła 47,3 metra (45,9 metra między pionami), szerokość 5,3 metra i zanurzenie 2,7 metra. Wyporność standardowa wynosiła 134 tony, zaś pełna 152 tony. Okręt napędzany był przez maszynę parową potrójnego rozprężania o mocy 2300 KM, do której parę dostarczały dwa kotły Thornycroft–Schulz. Jednośrubowy układ napędowy pozwalał osiągnąć prędkość 26,5 węzła. Jednostka zabierała zapas 30 ton węgla, co zapewniało zasięg wynoszący 2600 Mm przy prędkości 12 węzłów.
Okręt wyposażony był w trzy pojedyncze wyrzutnie torped kalibru 450 mm umieszczone na pokładzie. Uzbrojenie artyleryjskie stanowiły dwa pojedyncze działka pokładowe kal. 47 mm L/33 Hotchkiss.
Załoga okrętu składała się z 21 oficerów, podoficerów i marynarzy.

## Służba
W 1910 roku na podstawie zarządzenia o normalizacji nazw „Natter” utracił swą nazwę, zastąpioną numerem 18. W 1911 roku z jednostki zdemontowano uzbrojenie artyleryjskie i jedną wyrzutnię torped, a okręt stał się ruchomą baterią torpedową bazy morskiej w Puli. Z powodu rozpadu monarchii habsburskiej 1 listopada tego roku na jednostce opuszczono po raz ostatni banderę KuKK. W wyniku przeprowadzonego w styczniu 1920 roku podziału floty austro-węgierskiej okręt został przyznany Wielkiej Brytanii. Jednostka została złomowana we Włoszech w 1920 roku.